# Langelund Sogn
Langelund Sogn er et sogn i Grene Provsti (Ribe Stift).
I 1910 blev Langelund Kirke opført som filialkirke, og Langelund blev et kirkedistrikt i Ringive Sogn. Da kirkedistrikterne blev nedlagt 1. oktober 2010, blev Langelund Kirkedistrikt udskilt som sogn fra Ringive Sogn. Det havde hørt til Nørvang Herred i Vejle Amt. Ringive sognekommune var ved kommunalreformen i 1970 blevet en del af Give Kommune, som ved strukturreformen i 2007 blev indlemmet i Vejle Kommune.